# Bissezeele
 Bissezeele  (en neerlandés Bissezele) es una población y comuna francesa, en la región de Norte-Paso de Calais, departamento de Norte, en el distrito de Dunkerque y cantón de Bergues.

## Demografía
| 218 | 199 | 166 | 161 | 178 | 174 |
| Para los censos de 1962 a 1999 la población legal corresponde a la población sin duplicidades (Fuente: INSEE [Consultar]) |     |     |     |     |     |